# Protambulyx sulphurea
Protambulyx sulphurea är en fjärilsart som beskrevs av Rothschild 1894. Protambulyx sulphurea ingår i släktet Protambulyx och familjen svärmare. Inga underarter finns listade i Catalogue of Life.

## Bildgalleri

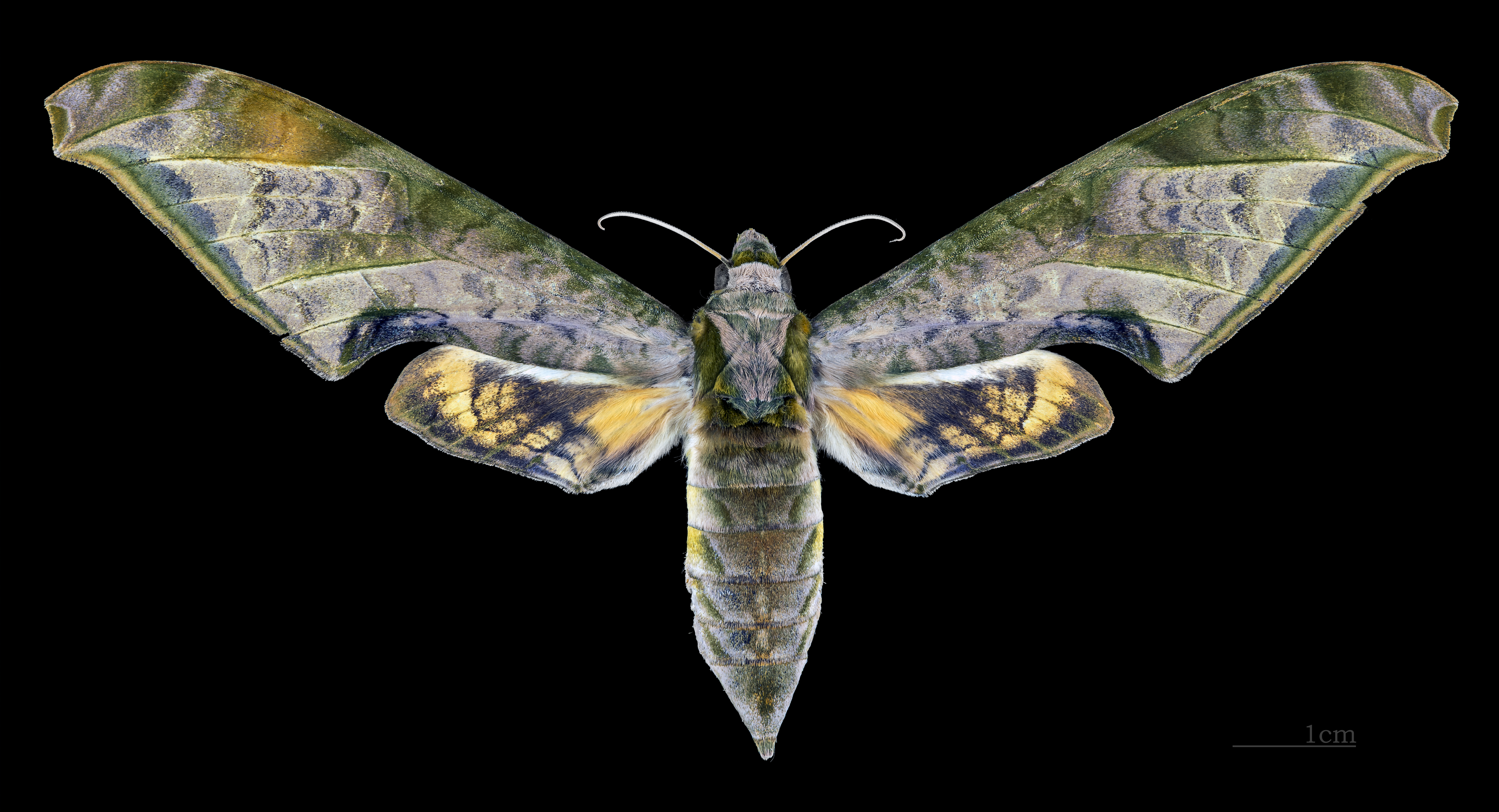
♀
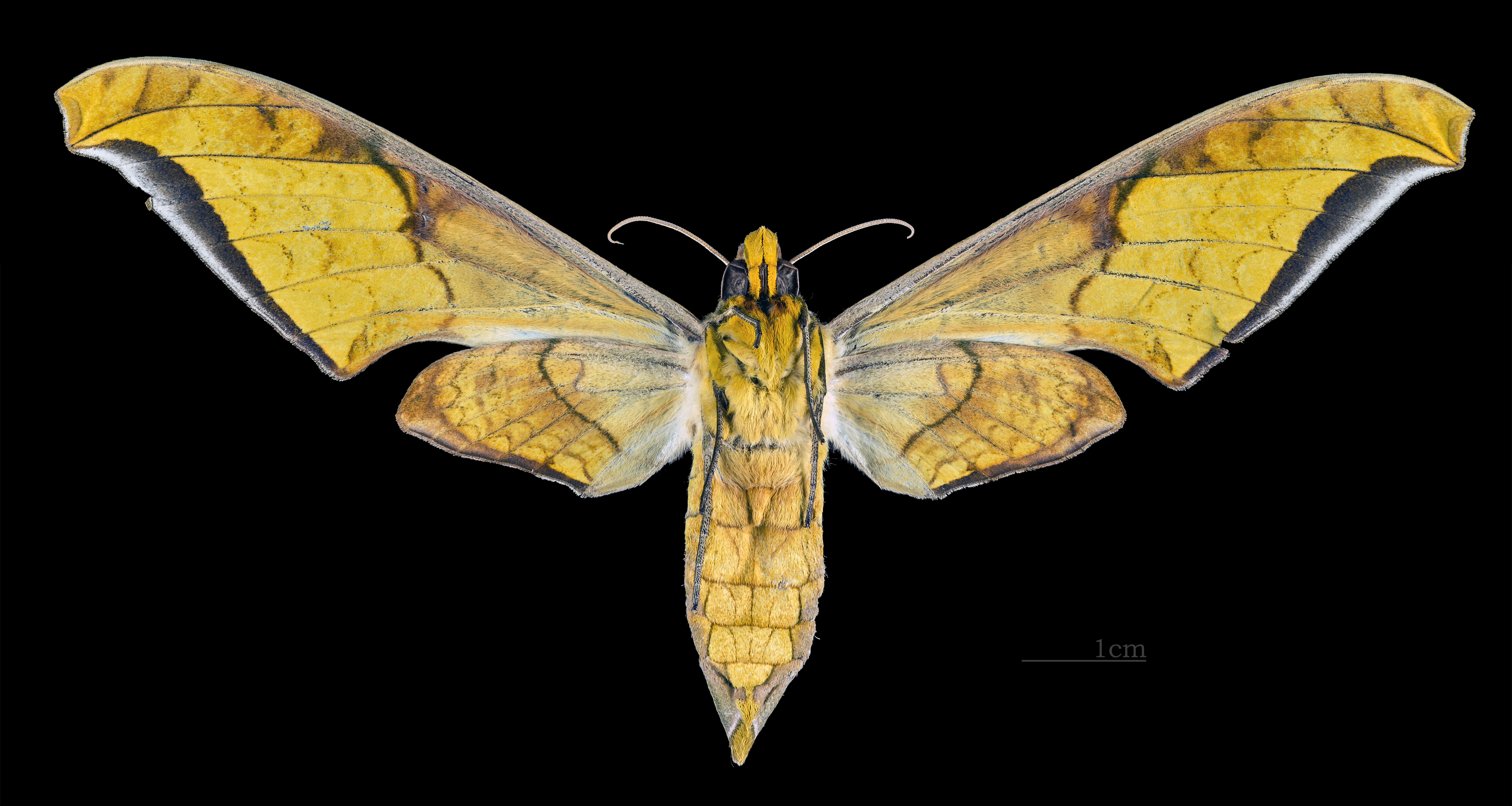
♀ △